# معركة كاي شيا
كانت معركة كاي شيا أخر معارك نزاع تشو وهان التي وقعت سنة 202ق.م بين تشو الغربية بقيادة شيانغ يو ودولة هان بقيادة غاوزو إنتهت بانتصار غاوزو وتأسيس سلالة هان

## تمهيد
بعد سقوط أسرة تشين، إنقسمت البلاد إلى الممالك الثمانية عشر وكانت ولاية تشو ودولة هان الأطراف الرئيسية في هذا النزاع، وبعد أن قام شيانغ يو الجنرال القائد لتشو بنفي الإمبراطور يي من تشو وطلب من ملك جيوجيانغ أن يقتله، أمر شيانغ يو قواته باحتلال دولة هان الثانية الأخرى وقام ليو بانغ باحتلال «تشين الثلاثة» وهم ممالك ساي وداي ويونغ وأسس قاعدة له في غوانزونغ، بدأت القوات في التجمع وسرعان ما دخلت البلاد مرحلة جديدة تعرف باسم «نزاع تشو وهان»، من سنة 206ق.م-202ق.م.

## البداية
حققت قوات هان بقيادة ليو بانغ العديد من الانتصارات الكبيرة ضد قوات تشو، لكنهم لم يسيطروا بعد على معظم البلاد، فمعظم شرق الصين القديمة لايزال تحت سيطرة تشو وكان شيانغ يو لايزال قادرا على إعادة تنظيم قواته والرد على ليو بانغ،
عند هذه النقطة تحديدا، حدتث خلافات كبيرة بين الملك ليو بانغ وجنراله هان شين، كانت الأسباب الرئيسية أن ليو بانغ رفض منح هان شين سلطات كبيرة على جيش هان ورفض الاقتراحات العسكرية التي كان يقدمها، هان شين.
من جهة أخرى كان شيانغ يو واحد من أفضل قادة الجيوش في التاريخ الصيني، وكانت غلطته التي أدت لخسارته الحرب هي عدم اهتمامه بالإمدادات، على عكس قوات هان التي كانت تهتم بالإمدادات والروح المعنوية للجنود.
وبعد ازدياد التوتر بين هان شين وليو بانغ عرض شيانغ يو التحالف مع هان شين وأقنعه بإنه سيموت في حالة انتصار ليو بانغ وعرض عليه أن يعترف به ملك على تشي ويكون مساويا لتشو وهان لكن هان شين رفض خيانة ليو بانغ وفضل أن يقوم ليو بانغ بتنصيبه ملكا.
تم هدد شيانغ يو بقتل والدي ليو بانغ وطبخهما لإجبار على الإستسلام، أجاب ليو بانغ بإنه قد كان ينادى هو وشيانغ يو بالإخوة في عهد الثورة ضد أسرة تشين، وقال ليو بانغ له إن أرادت أن تطبخ والدانا لا تنسى أن ترسل لي صحنا من لحم الأب، شعر شيانغ يو بالعار لذلك تراجع عن فكرته بسرعة، 
وافق ليو بانغ فورا على جميع مطالب جنراله هان شين وتم عقد إتفاق بين تشو وهان للتعايش السلمي، لكن شيانغ يو بدأ في تحريك قواته نحو الشرق إستعدادا للحرب.

## المعركة
عندما سمعت قوات تشو بخبر توقيع معاهدة السلام، فرحت كثيرا بسبب أنه لن تقع حرب لوقت طويل جدا، لكن هان شين هاجم القوات المبتهجة عقب خروج شيانغ يو من خيمة التوقيع، وكان هان شين غاضبا جدا من تشو لذلك فقد قام بنشر الكمائن والفخاخ لشيانغ يو حتى أجبره على العودة للشرق، وخوفا من إعادة شيانغ يو حشد الجيش، قرر هان شين عدم السماح لشيانغ يو بالعودة لعاصمته، وأجبره على الانسحاب نحو شانيون بالقرب من كاي شيا، ومع زيادة عدد الكمائن عرف شيانغ يو أن كمينا كان ينتظره في الوادي وأصر على قواته بالعودة إلى تشو بأسرع مايكون، وبالرغم من نجاته منها إلا أن زوجته يو تم القبض عليها بواسطة قوات هان وأرسلت إلى داخل الوادي، أرسل شيانغ يو معظم قواته المتعبة نحو العاصمة بينما توجه هو بقيادة 100,000 جندي لإنقاذ زوجته 

## الفخ
كان شيانغ يو يأمل في إنقاذ زوجته بسرعة ويخرج دون أن يتعرض للحصار، كان هذا هو هدف ليو بانغ وهان شين، أن تتم محاصرة شيانغ يو في الوادي وقتله لذلك قام هان شين بإرسال الزوجة لعمق الوادي، كانت خطة هان شين هي كمين من كل جانب، في البداية حارب شيانغ يو بنفسه وجها لوجه لكن شيانغ يو وجد نفسه محاصرا بالكمائن، التي كانت تنتظره، بدأت قوات هان في تدمير جيش تشو، وسحقت معنويات تشو بشدة، حيث بدى أن الهروب مع الحياة كان شبه مستحيل، بحلول ديسمبر 202ق.م حوصرت قوات تشو بدون إمدادات في الوادي، ولمزيد من كسر الروح المعنوية استخدم جيش هان خطة الأغنية من كل جانب وأمر هان شين أسرى تشو لديه بغناء أغاني تشو الوطنية فشعر الجنود بالحنين لوطنهم وظنوا أن تشو قد سقطت حتى شيانغ يو نفسه ظن ذلك وبدأو في الفرار، حاول شيانغ يو منعهم لكنه فشل مرارا وتكرارا، وتوسلت زوجته برفقة الجنود للسماح لهم بالمغادرة فوافق.
في نفس الليلة إنتحرت زوجته لإنها إعتقدت أنها السبب في سقوط زوجها الإمر الذي زاد الطين بلة.
حوالي 8000 جندي فقط من بقوا برفقة شيانغ يو. وأقسموا على القتال معه حتى النهاية فأعجب شيانغ يو بهم ووعدهم بإن يقودهم إلى الأمان، لقد كان هؤلاء الجنود من الجنود القدامى الذين شاركوا في الإطاحة بأسرة تشين وفي نهاية حياته تأسف شيانغ يو وشعر بالذنب لإنه لم يتمكن من إعادتهم إلى أوطانهم،

## انتحار شيانغ يو
نجح هان شين في كسر الروح المعنوية لقوات تشو دون قتال والتي بدورها حطمت جيش تشو، كما كان يتوقع، لكن شيانغ يو بعد أن أصبح يمتلك الآن 8000 جندي أصبحت حركته سريعة وسهلة، كان شيانغ يو قادرا على الهرب أخيرا من الوادي وهرب مع حوالي 100رجل فقط وعندما عرف هان شين وليو بانغ أمر ليو بانغ 5000جندي من قوات الفرسان بالتوجه ومطاردة قوات شيانغ يو، وصل شيانغ يو لبلدة محلية وعندما سئل السكان عن طريق العودة لتشو أشاروا له في الإتجاه الخاطئ بسبب ولائهم لهان وعندما سلك شيانغ يو الطريق وجد نفسه محاصرا قرب نهر وو، فدافع عنه جنوده ال28 الباقين معه وعندما طلب منه سائق قارب محلي الصعود ليعيده لتشو رفض، وفضل الانتحار.
إنتحر شيانغ يو بذبح نفسه وقامت قوات هان بقتل بقية الجنود.

## أعقاب
بعد انتحار شيانغ يو، ضعفت مملكة تشو بشدة، وحاول شقيق شيانغ يو تولي القيادة لكنه كان مقاتلا ولم يكن إستراتيجيا، سقطت قلاع ومدن تشو الواحدة تلو الأخرى في يد هان، لكن تشو خسرت جميع المعارك التالية وإستسلمت في النهاية لقوات هان.
بعد فترة قصيرة، أعلن ليو بانغ نفسه إمبراطور الصين وقام بتنصيب نفسه الإمبراطور غاوزو وأسس «سلالة هان الحاكمة»

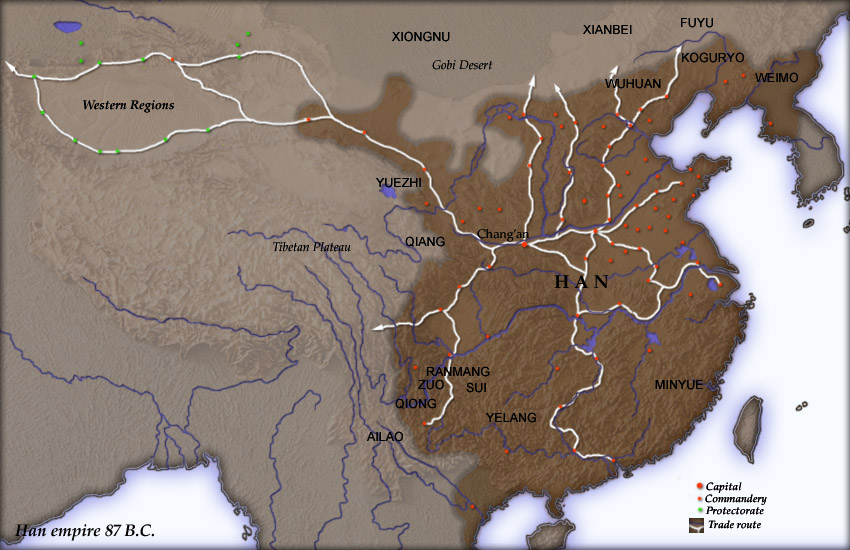
أسرة هان سنة 145ق.م

وقام بترقية هان شين إلى منصب ملك تشي لكنه قتل لاحقا في سنة 196ق.م من قبل الإمبراطورة لو زي زوجة الإمبراطور غاوزو.

## الإستشهادات
1. 1 2 3 4 5 6 7 8 9 10 11  كتاب هان
2. 1 2  سيما كيان
3. 1 2 3  أطلس الصين
4. ↑  سجلات سيما غوانغ
5. 1 2 3 4  كتاب تشو
6. ↑  زي زي تونغجيان
7. ↑  اطلس الصين
8. ↑  book of shiji
9. ↑  كتاب سيما شيان
10. ↑  سيما غوانغ
11. 1 2  سجلات المؤرخ الكبير
12. ↑  Battle of Gaixia - Ancient History Encyclopedia نسخة محفوظة 03 سبتمبر 2018 على موقع واي باك مشين.
13. ↑   [وصلة مكسورة] نسخة محفوظة 20 فبراير 2020 على موقع واي باك مشين.
14. ↑  كتاب سيما غوانغ
15. ↑  سيما شيان
16. ↑  مجلد 5-سيما شيان
17. ↑  [وصلة مكسورة]